# Lee Chang-hwan
Lee Chang-Hwan (Koreaans: 이창환) (Ansan, 16 maart 1982) is een Koreaans boogschutter.
Lee Chang-Hwan is een Koreaanse naam, de familienaam is Lee. Op de Aziatische Spelen in 2006 won hij goud met het team (met Im Dong-hyun, Jang Yong-ho en Park Kyung-mo). Ook bij de World Cup behaalde hij met het nationaal team meerdere malen de finale. Hij deed mee aan de Olympische Spelen in Peking (2008), waar hij met het team de gouden medaille won. In de individuele ronde werd hij in de 1/8e finale uitgeschakeld door Chu Sian Cheng uit Maleisië.

## Palmares
2006
 Aziatische Spelen (team)
 World Cup, stage 2
 World Cup, stage 4
2007
 World Cup, stage 1
 WK outdoor
2008
 World Cup, stage 4
 Olympische Spelen (team)
2009
 WK outdoor (individueel)
1988: Chun/Lee/Park ·
1992: Holgado/Menéndez/Vázquez ·
1996: Huish/Johnson/White ·
2000: Jang/Kim/Ok ·
2004: Im/Jang/Park ·
2008: Im/Lee/Park ·
2012: Frangilli/Galiazzo/Nespoli ·
2016: Kim/Ku/Lee ·
2020: Kim J/Kim W/Oh ·
2024: Kim J/Kim W/Lee